# Minischach
Minischach ist eine Schachvariante für zwei Mannschaften zu je zwei Spielern, die vom Hamburger Schachjugendbund (HSJB) auf Veranstaltungen publikumswirksam eingesetzt wird. Mit seinem verminderten Figurensatz und dem verkleinerten Spielfeld wendet es sich besonders an Schachneulinge und -anfänger.

## Regeln
Minischach ist eine Art von Tandemschach. Je zwei Partner spielen mit drei doppelschrittlosen Bauern, einem Turm, einem Läufer und einem König pro Spieler auf einem Schachbrett mit 3x7 Feldern, wozu auf einem Standardschachbrett die 1. oder 8. Reihe und die beiden mittleren Linien abgeklebt werden können. Wie im Tandemschach können geschlagene Steine vom Partner eingesetzt werden. Im Gegensatz zu den Standardregeln ist das Schlagen des Königs erlaubt und führt zum Partiegewinn der schlagenden Mannschaft. Zu Bauernumwandlung und Rochade äußern sich die Regeln nicht.